# Prêmio Friedrich L. Bauer
O Prêmio Friedrich L. Bauer (em alemão:  Friedrich L. Bauer-Preis) da Universidade Técnica de Munique, é um prêmio de informática concedido em memória de Friedrich Ludwig Bauer.
O prêmio é dotado com € 25.000.

## Laureados
- 1992 Zohar Manna (Universidade Stanford)
- 1994 Robin Milner (Universidade de Edimburgo)
- 1996 Anne Troelstra (Universidade de Amsterdã)
- 1998 Gilbert W. Stewart (Universidade de Maryland)
- 2000 Henri Cohen (Universidade de Bordeaux)
- 2007 Charles Antony Richard Hoare[1]
- 2009 Stephen Wolfram, pelo desenvolvimento do Mathematica[2]